# مغدافية

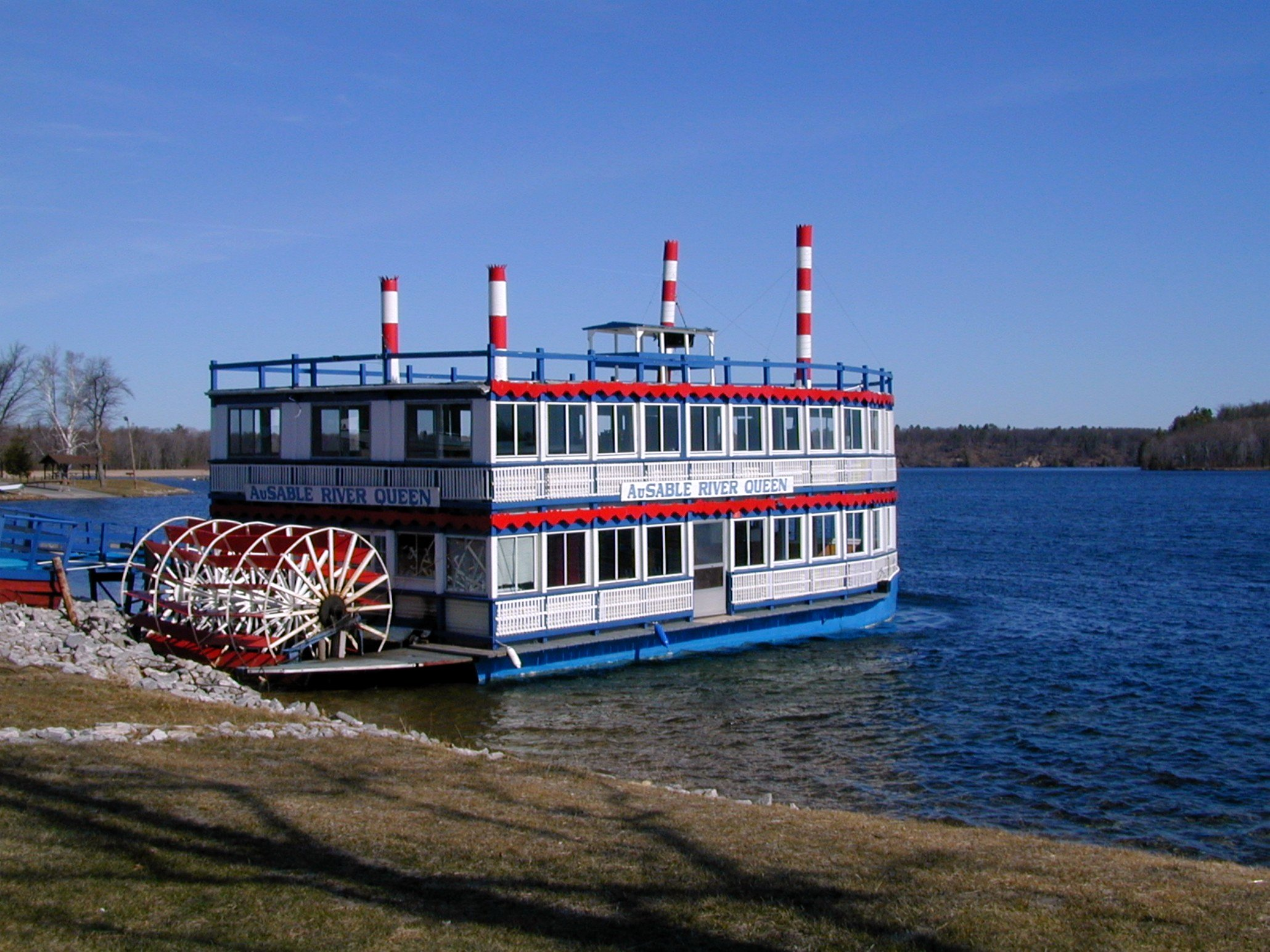

الباخرة المِغدافيّة أو فقط المِغدافيّة هي  سفينة بخارية تسير بعجلات التغديف. وقد كانت أول سفينة بخارية، كانت مركبًا صغيرًا، له عجلات تغديف على جانبيه، تسير بمحرك بخاري. وقد بناها المخترع الأمريكي جون فيتش عام 1787. وفي عام 1802 طور المخترع البريطاني وليم سيمنجتون زورقًا يعمل بعجلة تغديف خلفي. وقد كان لكليرمونت سفينة العجلات البخارية، التي طورها المخترع الأمريكي روبرت فولتن، عجلات تغديف قطرها 4.6 م.
ثم اختُرِعت المدسرة في ثلاثينيات القرن التاسع عشر التي برهنت على أنها أكثر فعالية من عجلات التغديف، لا سيما في البحار الهائجة. ومنذ ذلك الوقت أصبحت معظم السفن البحرية تستخدم المدسرة وإن كان بعضها مازال يستخدم عجلات التغديف. واستمرت المغدافية تُستخدم بصفة غالبة في البحيرات والأنهار. فقد كانت المغدافية العاملة بعجلة تغديف خلفي تُستخدم في نهر المسيسيبي بالولايات المتحدة في القرن التاسع عشر. كما استخدمت المغدافية أيضًا في نهر موراي بأستراليا في خمسينيات القرن التاسع عشر حتى نهضت السكك الحديدية بأكثر أعباء التجارة النهرية، في عشرينيات القرن العشرين. وفي يومنا هذا لم يبق من المغدافية تحت الاستخدام، إلا القليل، وربما لجذب أنظار السياح.